# Barna Viktor
Barna Viktor, eredetileg Braun Győző (Budapest, 1911. augusztus 24. – Lima, 1972. február 28.) huszonkétszeres világbajnok asztaliteniszező, edző.
1928-tól az MTK (Magyar Testgyakorlók Köre), majd 1934-től a DSC (Duna Sport Club) asztaliteniszezője volt. 1928-tól 1938-ig nyolcvanhárom alkalommal szerepelt a magyar válogatottban. Máig a sportág legeredményesebb versenyzője. 1929 és 1954 között összesen negyven világbajnoki érmet – köztük huszonkét aranyérmet – nyert. Huszonkét világbajnoki címe közül ötöt szerzett férfi egyesben. Nyolc férfi párosban nyert aranyérme közül hatot Szabados Miklóssal, egyet Glancz Sándorral és egyet az osztrák Richard Bergmannal ért el. Vegyes párosban két világbajnoki címet nyert Sipos Annával. 1935-től Franciaországban, majd 1938-tól Angliában élt, de a második világháború előtt a nemzetközi versenyeken magyar színekben versenyzett. A világháború után angol állampolgárságot kapott és ettől kezdve a világbajnokságokon angol színekben indult. Utolsó világbajnoki érmeit – negyvenhárom évesen – Londonban nyerte, ahol férfi párosban, a francia Michel Haguenauerrel második, vegyes párosban az angol Rosalind Rowe-val harmadik helyezést ért el.
Visszavonulása után az angol asztalitenisz válogatott edzője volt. Már 1950-ben a Dunlop Gumigyár labdaosztályának vezetője lett, a gyár az ő tanácsára kezdett el asztalitenisz-labdák gyártásával foglalkozni. Saját vállalkozást is alapított, amely az általa tervezett Barna, illetve Szuper Barna márkanévvel forgalomba hozott asztalokat és labdákat gyártotta. Rendkívül sokat tett a sportág elterjesztéséért. Visszavonulása után a világot járta és látványos bemutatókkal népszerűsítette az asztaliteniszt. Peruban halt meg, hatvan éves korában.

## Sporteredményei
A második világháború előtti eredményeket magyar színekben, a későbbi eredményeket angol színekben érte el.
- huszonkétszeres világbajnok:
  - egyes: 1930, 1932, 1933, 1934,[5] 1935
  - páros: 1929, 1930, 1931, 1932, 1933, 1934,[5] 1935, 1939
  - vegyes páros: 1932, 1935
  - csapat: 1929, 1930, 1931, 1933, 1934,[5] 1935, 1938
- nyolcszoros világbajnoki 2. helyezett:
  - egyes: 1931
  - páros: 1938, 1954
  - vegyes páros: 1931, 1933, 1934[5]
  - csapat: 1932, 1937
- tízszeres világbajnoki 3. helyezett:
  - egyes: 1938
  - páros: 1947, 1952, 1953
  - vegyes páros: 1930, 1947, 1952, 1954
  - csapat: 1936, 1949
- tizennyolcszoros magyar bajnok:
  - egyes: 1930, 1932, 1938
  - páros: 1929, 1930, 1931, 1932, 1938
  - vegyes páros: 1930, 1931, 1932, 1938
  - csapat: 1929, 1930, 1932, 1934, 1935, 1936

## Díjai, elismerései
- Az európai asztalitenisz hírességek csarnokának tagja (2015)[6]